# Лесото на літніх Олімпійських іграх 1992
Лесото брала участь у Літніх Олімпійських іграх 1992 року в Барселоні (Іспанія), в п'ятий раз за свою історію, але не завоювала жодної медалі. Збірну країни представляло шість спортсменів.

## Результати

### Легка атлетика
| Спортсмен        | Дисципліна | Перший раунд | Перший раунд | Чвертьфінал      | Чвертьфінал      | Півфінал         | Півфінал         | Фінал            | Фінал            |
| Спортсмен        | Дисципліна | Результат    | Місце        | Результат        | Місце            | Результат        | Місце            | Результат        | Місце            |
| ---------------- | ---------- | ------------ | ------------ | ---------------- | ---------------- | ---------------- | ---------------- | ---------------- | ---------------- |
| Ботлоко Шебе     | 100 м      | 10.94        | 8            | Завершив виступи | Завершив виступи | Завершив виступи | Завершив виступи | Завершив виступи | Завершив виступи |
| Генрі Мохоаньяне | 400 м      | 48.39        | 6            | Завершив виступи | Завершив виступи | Завершив виступи | Завершив виступи | Завершив виступи | Завершив виступи |
| Телло Намане     | 5000 м     | 14:33.04     | 14           | Н/Д              | Н/Д              | Н/Д              | Н/Д              | Завершив виступи | Завершив виступи |
| Патрік Рама      | 10 000 м   | 30:21.69     | 21           | Н/Д              | Н/Д              | Н/Д              | Н/Д              | Завершив виступи | Завершив виступи |
| Табісо Мокхалі   | Марафон    | Н/Д          | Н/Д          | Н/Д              | Н/Д              | Н/Д              | Н/Д              | 2:19.28          | 33               |

| Спортсменка      | Дисципліна | Чвертьфінал | Чвертьфінал | Півфінал          | Півфінал          | Фінал             | Фінал             |
| Спортсменка      | Дисципліна | Результат   | Місце       | Результат         | Місце             | Результат         | Місце             |
| ---------------- | ---------- | ----------- | ----------- | ----------------- | ----------------- | ----------------- | ----------------- |
| Мантокоане Пітсо | 800 м      | 2:29.77     | 8           | Завершила виступи | Завершила виступи | Завершила виступи | Завершила виступи |